# Élection présidentielle autrichienne de 1957
 (février 2023).
Si vous disposez d'ouvrages ou d'articles de référence ou si vous connaissez des sites web de qualité traitant du thème abordé ici, merci de compléter l'article en donnant les références utiles à sa vérifiabilité et en les liant à la section « Notes et références ».
L’élection présidentielle autrichienne de 1957 (Bundespräsidentenwahl in Österreich 1957) s'est tenue en Autriche le 5 mai 1957, en vue d'élire le président fédéral pour un mandat de six ans. Le social-démocrate Adolf Schärf a été élu au premier tour avec 51 % des suffrages face à Wolfgang Denk.

## Contexte
Theodor Körner, président fédéral élu en 1951 est décédé en fonction. Le chancelier Julius Raab assure l'intérim.

## Résultats
| Inscrits                 | Inscrits                 | Inscrits                                                    | 4 630 997 |             |  |  |
| Abstentions              | Abstentions              | Abstentions                                                 | 131 432   | 2,84 %      |  |  |
| Votants                  | Votants                  | Votants                                                     | 4 499 565 | 97,16 %     |  |  |
|                          |                          |                                                             |           |             |  |  |
| Bulletins enregistrés    | Bulletins enregistrés    | Bulletins enregistrés                                       | 4 499 565 |             |  |  |
| Bulletins blancs ou nuls | Bulletins blancs ou nuls | Bulletins blancs ou nuls                                    | 81 706    | 1,82 %      |  |  |
| Suffrages exprimés       | Suffrages exprimés       | Suffrages exprimés                                          | 4 417 859 | 98,18 %     |  |  |
|                          |                          |                                                             |           |             |  |  |
|                          | Candidat                 | Parti                                                       | Suffrages | Pourcentage |  |  |
|                          | Adolf Schärf             | Parti social-démocrate d'Autriche                           | 2 258 255 | 51,12 %     |  |  |
|                          | Wolfgang Denk            | Parti populaire autrichien - Parti de la liberté d'Autriche | 2 159 604 | 48,88 %     |  |  |